# Magyar Posta
Magyar Posta (ungarisch für Ungarische Post) ist die Post Ungarns. Neben der normalen Postzustellung bietet Magyar Posta auch Logistik-, Bank- und Marketingdienstleistungen an. Das nationale Netzwerk von Magyar Posta Zrt. umfasst mehr als 2.700 Postämter, Hunderte von mobilen Postflügen, 12 manuelle Postbearbeitungspunkte, das Internationale Postaustauschzentrum, das Logistikwerk Hírlap, das Werk für komplexe Logistikdienstleistungen und das Nationale Logistikzentrum in Budaörs.

## Geschichte
Der Ursprung der Magyar Posta war die unabhängige nationale öffentliche Einrichtung namens Magyar Királyi Posta, die 1867 im Rahmen des österreichisch-ungarischen Kompromisses von 1867 gegründet wurde. Die Magyar Királyi Posta war die erste, die ab 1897 mit der Motorisierung der Postbeförderungen experimentierte. 1900 übernahm sie das motorisierte Dreirad von János Csonka, das bis in die 1920er Jahre von der Post genutzt wurde.
1918 löschte man Királyi während der Ersten Ungarischen Republik (1918–1920) kurzzeitig aus dem Namen, um es nach 1920 wieder einzufügen. 1945 wurde sie unter der provisorischen neuen Regierung erneut zur Magyar Posta.
Die Magyar Posta wurde 1983 eine unabhängige Agentur. Am 1. Januar 1990, während des Regimewechsels, teilte man die vereinte Magyar Posta in drei Organisationen auf. Der Telefondienst wurde in die ungarische Telekommunikationsgesellschaft Matáv ausgegliedert, und der Rundfunk wurde zur ungarischen Rundfunkgesellschaft. Magyar Posta wurde eine eigenständige und unabhängige Gesellschaft und dem Verkehrsminister unterstellt.
In den 1990er Jahren wurden das System und die Verarbeitung von Zahlungsdokumenten modernisiert, das Postal Settlement Center (PEK), die mechanisierte Großhandelsbriefproduktionsanlage, eingerichtet und die Einführung des integrierten Postnetzes begonnen. Im Sinne der Modernisierung des Postnetzes wurden Postagenturen eingerichtet und mobile Postdienste sowie das Postpartnerprogramm eingeführt. Im Jahr 2004 wurde das Nationale Logistikzentrum eingerichtet, um das Transportverarbeitungssystem zu modernisieren. Dies bedeutete auch, dass der Schienenverkehr eingestellt wurde und Postartikel seitdem nur noch auf der Straße transportiert wurden.
Der ungarische Postdienst ist seit 1994 als Aktiengesellschaft und seit 2006 eine Gesellschaft mit beschränkter Haftung.